# Kazimír
Kazimír (em húngaro: Kázmér) é um município da Eslováquia, situado no distrito de Trebišov, na região de Košice. Tem 9,93 km² de área e sua população em 2018 foi estimada em 860 habitantes.

## Demografia
| Ano:        | 1994 | 2004   | 2014  | 2024   |
| ----------- | ---- | ------ | ----- | ------ |
| Broj ljudi: | 914  | 880    | 858   | 813    |
| Razlika:    |      | -3,71% | -2,5% | -5,24% |

| Ano:               | 2023 | 2024   |
| ------------------ | ---- | ------ |
| Número de pessoas: | 827  | 813    |
| Diferença:         |      | -1,69% |